# Покрајински секретаријат за образовање, прописе, управу и националне мањине - националне заједнице
Покрајински секретаријат за образовање, прописе, управу и националне мањине - националне заједнице је један од покрајинских секретаријата Покрајинске владе Војводине. Тренутни покрајински секретар је Роберт Отот.

## Надлежности
Покрајински секретаријат за образовање, прописе, управу и националне мањине - националне заједнице, у складу са законима и осталим прописима је надлежна за:
- обављање послова покрајинске управе у области предшколског, основног и средњег образовања и васпитања, ученичког стандарда, неформалног образовања одраслих и образовања националних мањина - националних заједница, који се односе на припремање аката за Скупштину или Покрајинску владу, а којима се:
  - уређују питања од покрајинског значаја у области предшколског, основног и средњег образовања и васпитања
  - оснивају установе предшколског, основног и средњег образовања и васпитања на територији АП Војводине и врше оснивачка права над њима
  - уређују питања од покрајинског значаја у области ученичког стандарда
  - утврђују начин и поступак расподеле места у домовима
  - ближе уређују питања од покрајинског значаја у погледу организованог и институционалног образовања изван школског система, ради стручног оспособљавања и обуке одраслих на територији АП Војводине
  - уређује питања од покрајинског значаја у обезбеђивању остваривања права на образовање на матерњем језику припадницима националних мањина - националних заједница на територији АП Војводине, на нивоу предшколског, основног и средњег образовања и васпитања
  - обављање извршне, стручне и развојне послове покрајинске управе и врши надзор ради спровођења прописа горепоменутих послова, док у области образовања, прати, надзире и помаже рад установа на територији АП Војводине
- у области предшколског, основног и средњег образовања и васпитања:
  - сарађује с министарством надлежним за послове образовања у поступку формирања школске управе
  - споразумно с надлежним министром, одобрава уџбенике и наставна средства за поједине предмете од интереса за националне мањине - националне заједнице
  - споразумно с надлежним министром, доноси наставне планове и програме из појединих предмета од интереса за националне мањине - националне заједнице и утврђује услове и начин организовања наставе на језицима националних мањина - националних заједница
  - одобрава уџбенике и наставна средства за језике националних мањина - националних заједница
  - даје мишљење у поступку доношења наставних планова и програма и доноси наставне програме за језике националних мањина - националних заједница
- у области предшколског, основног и средњег образовања и васпитања и ученичког стандарда, у складу са законом, обавља послове државне управе, који су законом поверени органима АП Војводине
- обављање послова покрајинске управе који се односе на припрему аката за Скупштину или Покрајинску владу, а којима се:
  - уређује организација и рад покрајинске управе
  - ближе уређује садржина и изглед печата органа АП Војводине, органа јединица локалне самоуправе и ималаца јавних овлашћења, који имају седиште на територији АП Војводине
  - доприноси развоју интеркултурализма, афирмације мултикултурализма, толеранције и суживота националних мањина - националних заједница које живе на територији АП Војводине
  - стара о остваривању права у области људских права и права припадника националних мањина - националних заједница и утврђују додатна права припадника националних мањина - националних заједница
  - обезбеђују средства за финансирање, односно суфинансирање националних савета националних мањина, удружења и организација националних мањина - националних заједница, као и унапређивање остваривања права припадника националних мањина - националних заједница с територије АП Војводине
  - уређује употреба назива АП Војводине у називу удружења
  - уређује и спроводи провера знања језика који се користе у раду органа и организација покрајинске управе. Покрајински секретаријат за образовање, прописе, управу и националне мањине - националне заједнице припрема и она акта чије припремање није у делокругу других покрајинских органа управе
  - обављање извршне, стручне и развојне послове покрајинске управе и врши надзор ради спровођења прописа за овденаведене надлежности
- праћење усаглашеност прописа и општих аката у правном систему у поступку њиховог доношења и стара се о њиховој нормативно-техничкој и језичкој исправности (лекторисање)
- издавање "Службеног листа Аутономне покрајине Војводине" и стара се о објављивању прописа и других аката Скупштине, Покрајинске владе, покрајинских органа управе и других органа и организација
- обезбеђивање, у складу с потребама покрајинских и других органа, писмено и усмено превођење са српског језика на језике националних мањина - националних заједница и обрнуто, као и превођење с других језика на српски језик и обрнуто
- праћење, аналитичко сагледавање стања у области заштите и остваривања људских права и права националних мањина - националних заједница, те предлаже предузимање мера у тој области
- праћење, надзор и помагање рада Креативног центра "Хертеленди-Бајић"
- у области службене употребе језика и писама, правосудног испита, државног стручног испита, судских тумача, експропријације и печата, у складу са законом, обавља послове државне управе, који су законом поверени органима АП Војводине
- припремање акта за Скупштину и Покрајинску владу у областима из свога делокруга, ако је за то овлашћен посебним прописом
- обављање и других послова када је то законом, покрајинском скупштинском одлуком или другим прописом поверено